# Vinheta (artes gráficas)

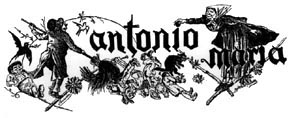
O António Maria, uma vinheta criada por Raphael Bordallo Pinheiro, para a revista homónima.

Vinheta, em tipografia e artes gráficas, é um desenho decorativo geralmente em livros, utilizado tanto para separar secções ou capítulos como para decorar. A sua forma única de expressão levou à criação de uma forma nova de arte a banda desenhada, pelo que os rectângulos em que tradicionalmente se divide uma banda desenhada também são conhecidos por vinhetas.
No período de 1450 a 1800, uma vinheta era um desenho gravado que era impresso, utilizando uma placa de cobre, em uma página que já tinha sido previamente impressa.
Vinhetas são distinguíveis em relação a outras ilustrações impressas, pelo facto de não utilizarem bordas ou limitações no papel, aparecendo normalmente como títulos.